# Arnac-sur-Dourdou
Arnac-sur-Dourdou (okzitanisch: Arnac) ist ein Ort und eine südfranzösische Gemeinde mit 44 Einwohnern (Stand: 1. Januar 2022) im Département Aveyron in der Region Okzitanien (zuvor Midi-Pyrénées). Die Einwohner werden Arnacois genannt.

## Lage
Arnac-sur-Dourdou liegt etwa 47 Kilometer ostsüdöstlich von Albi am Dourdou de Camarès im Südwesten der historischen Provinz Rouergue. Umgeben wird Arnac-sur-Dourdou von den Nachbargemeinden Brusque im Norden, Mélagues im Osten, Castanet-le-Haut im Süden sowie Murat-sur-Vèbre im Westen und Südwesten.

## Bevölkerungsentwicklung
| Jahr                      | 1962 | 1968 | 1975 | 1982 | 1990 | 1999 | 2006 | 2013 |
| Einwohner                 | 103  | 87   | 66   | 48   | 55   | 30   | 24   | 30   |
| Quelle: Cassini und INSEE |      |      |      |      |      |      |      |      |

## Sehenswürdigkeiten

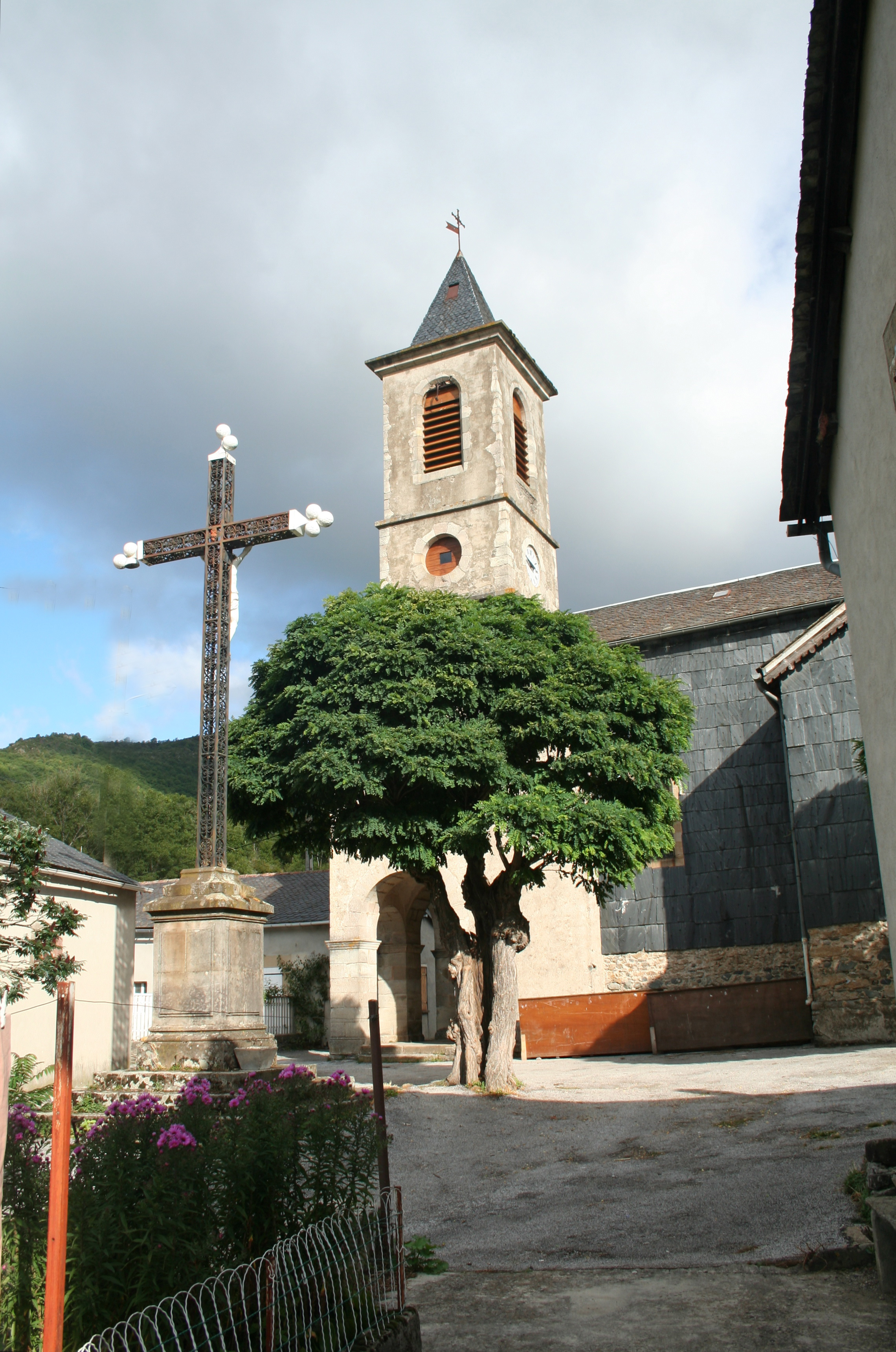
Kirche Saint-Benoît

- Kirche Saint-Benoît